# Dar al-Makina
Dar al-Makina (en àrab: دار المكينة) fou una fàbrica d'armes de Fes, al Marroc.

## Història
Dar al-Makina (adaptació àrab de la paraula "màquina") la va fundar el soldà Mulay Hasan I entre el 1885 i el 1886, amb l'ajuda d'oficials italians. La porta nord del Palau Reial de Fes, coneguda com a Bab Khibbat es-Smen, també data del 1886 pel mateix sultà. La fàbrica d'armes fou un dels primers intents d'industrialització a Fes i formava part dels esforços del sultà per a modernitzar l'exèrcit marroquí per a competir amb les potències europees, tot i que no tinguessen en acabant un gran efecte. La fàbrica ja no s'utilitza pas i es troba parcialment en ruïnes.:353–355

## Descripció
L'edifici ocupa el costat oest de la nova plaça mexuar, a prop del Palau Reial de Fes, a Fes Jdid. S'hi entra per una porta, Bab al-Makina, d'estil arquitectònic italianitzant, que s'obri a l'oest de la plaça. A dins, Dar al-Makina consta d'una àmplia sèrie de cambres voltades, semblants a l'arquitectura dels Heri as-Swani, els graners reials del soldà Mulay Ismail de Meknés.

## Galeria

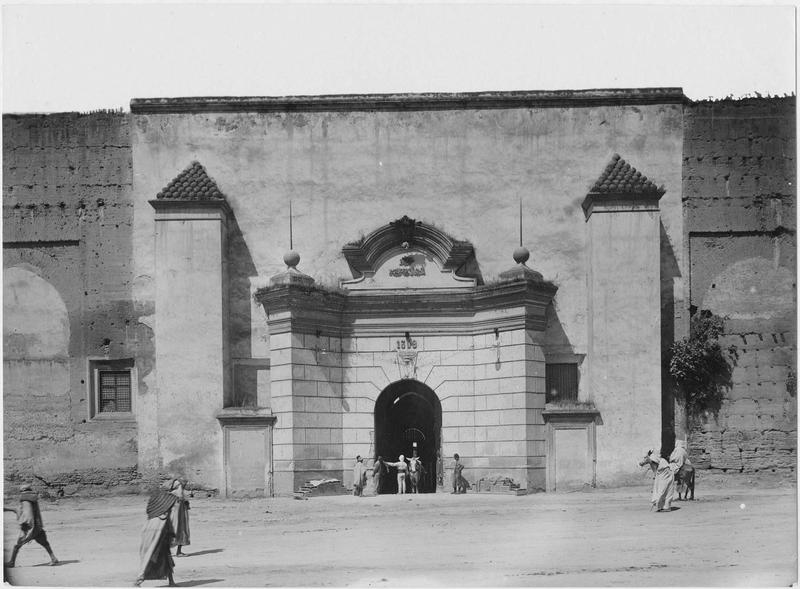
Bab al-Makina, entrada, el 1913
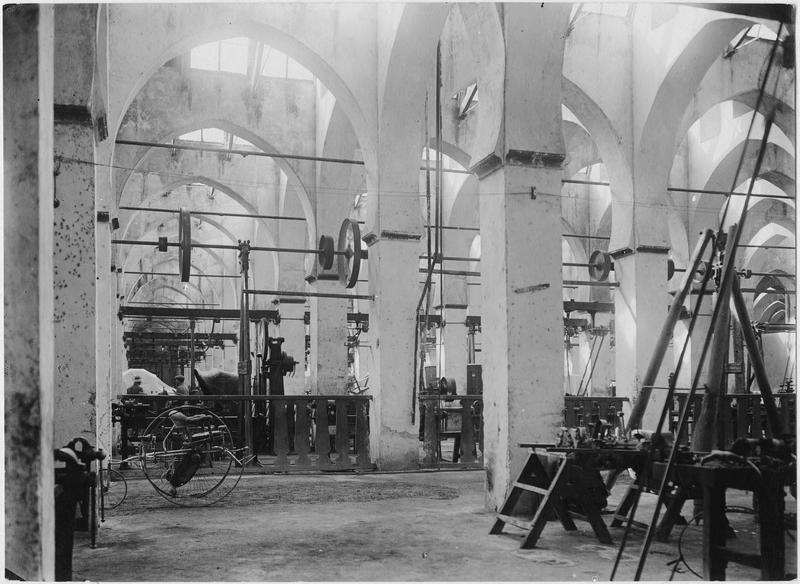
Interior
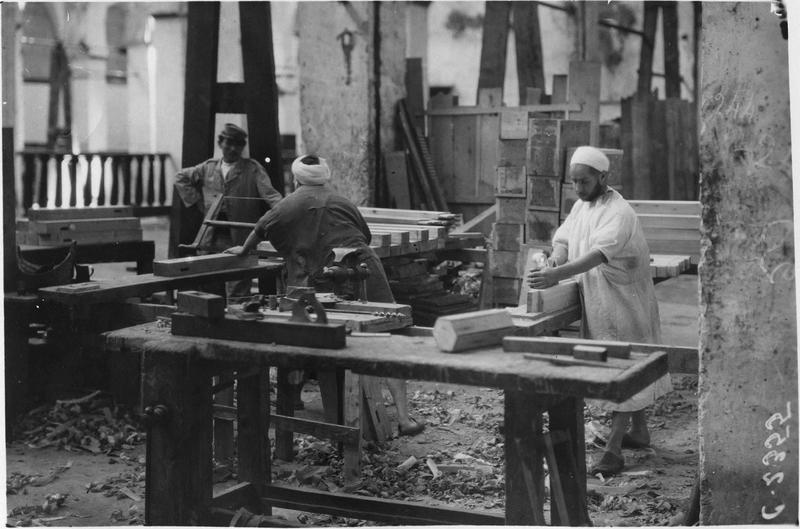
Obrers en les instal·lacions, 1916
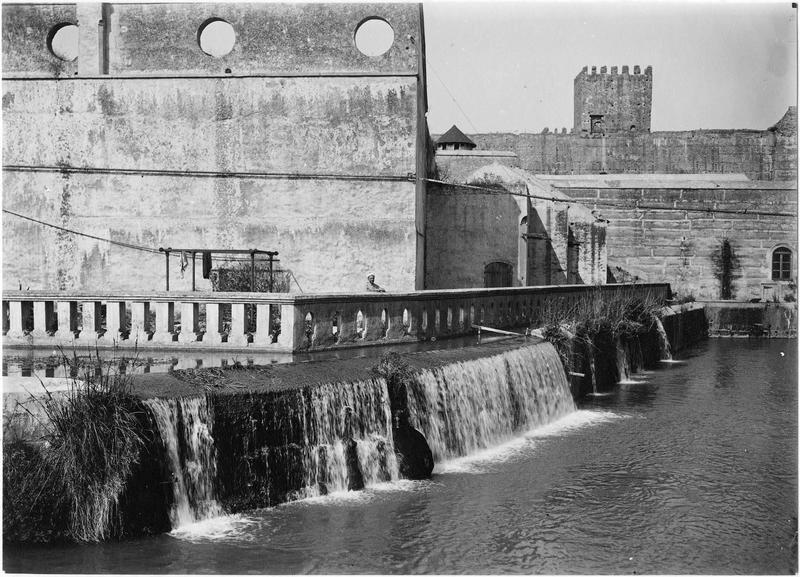
Vista de l'Oued Fes (riu Fes), i de l'aigua desviada per a abastir la fàbrica